# Paraponera
Paraponera Smith, 1858 è un genere di formiche, unico componente della sottofamiglia Paraponerinae.

## Tassonomia
Il genere è composto da una sola specie vivente e una fossile:
- Paraponera clavata (Fabricius, 1775)
- Paraponera dieteri Baroni Urbani, 1994 †